# Maria Bethânia
Maria Bethânia Viana Teles Veloso OMC (Santo Amaro, 18 de junho de 1946) é uma cantora e compositora brasileira. Natural de Santo Amaro, Bahia, iniciou sua carreira no Rio de Janeiro em 1964 com o espetáculo "Opinião", sendo considerada "A Rainha da Música Brasileira". Devido à sua popularidade, com apresentações por todo o país, e à popularidade de seu single de 1965 "Carcará", a artista se tornou uma estrela no Brasil. Ela é a artista mais homenageada da história do Prêmio da Música Brasileira.
Bethânia é irmã do cantor e compositor Caetano Veloso e da escritora e compositora Mabel Velloso, além de ser tia dos cantores Belô Velloso e Jota Velloso. A cantora lançou 50 álbuns de estúdio em 47 anos de carreira e está entre os 10 artistas musicais mais vendidos do Brasil, tendo vendido mais de 26 milhões de discos. Bethânia foi eleita em 2012, pela revista Rolling Stone Brasil, como a quinta maior voz da música brasileira.

## Biografia

### 1946—64: Início de vida e carreira
Maria Bethânia Viana Teles Veloso nasceu em 18 de junho de 1946 na cidade de Santo Amaro na Bahia. Maria Bethânia é a sexta filha de José Teles Veloso (Seu Zezinho), funcionário público dos Correios, e da funcionária do lar Claudionor Viana Teles Velloso mais conhecida como "Dona Canô" (1907–2012), casados em 7 de janeiro de 1931. Descende de uma família de origem portuguesa, afro-brasileira e indígena, mais precisamente da etnia pataxó, por parte de sua bisavó paterna. Seu nome foi escolhido pelo irmão Caetano Veloso, inspirado em uma canção, a valsa "Maria Betânia", do compositor Capiba, então um sucesso na voz de Nélson Gonçalves. Bethânia é membro de uma família de artistas, irmã da escritora Mabel Velloso, do cantor, compositor e poeta Caetano Veloso, e tia dos cantores Belô Velloso e Jota Velloso.
Sonhava desde cedo em ser atriz, e para percorrer seu objetivo, em 1960, mudou-se para Salvador com a intenção de terminar os estudos, vindo a compor o corpo de alunos da Escola de Teatro da Universidade Federal da Bahia, passando a frequentar as inúmeras exposições de artes plásticas, os mais variados shows musicais, o fervilhante ambiente estudantil. Caetano é chamado, em 1963, para compor a trilha musical da peça Boca de Ouro, do dramaturgo Nélson Rodrigues. A convite de Caetano, foi convidada a interpretar as faixas que iriam compor trilha, sendo este seu primeiro trabalho profissional com a música. Na cena inicial Bethânia tem a oportunidade de enfrentar pela primeira vez os palcos, cantando Na Cadência do Samba, de Ataulfo Alves. Nesta época, Bethânia e Caetano conheceram outros músicos iniciantes como Gilberto Gil e Gal Costa e, ao lado desses artistas, estrearia posteriormente o espetáculo Nós, Por Exemplo em agosto de 1964. No mesmo ano, Bethânia participou dos shows Nova Bossa Velha, Velha Bossa Nova e Mora na Filosofia.

## Carreira

### 1965—66:Maria Bethânia,Maria Bethânia canta Noel RosaeEu Vivo num Tempo de Guerra

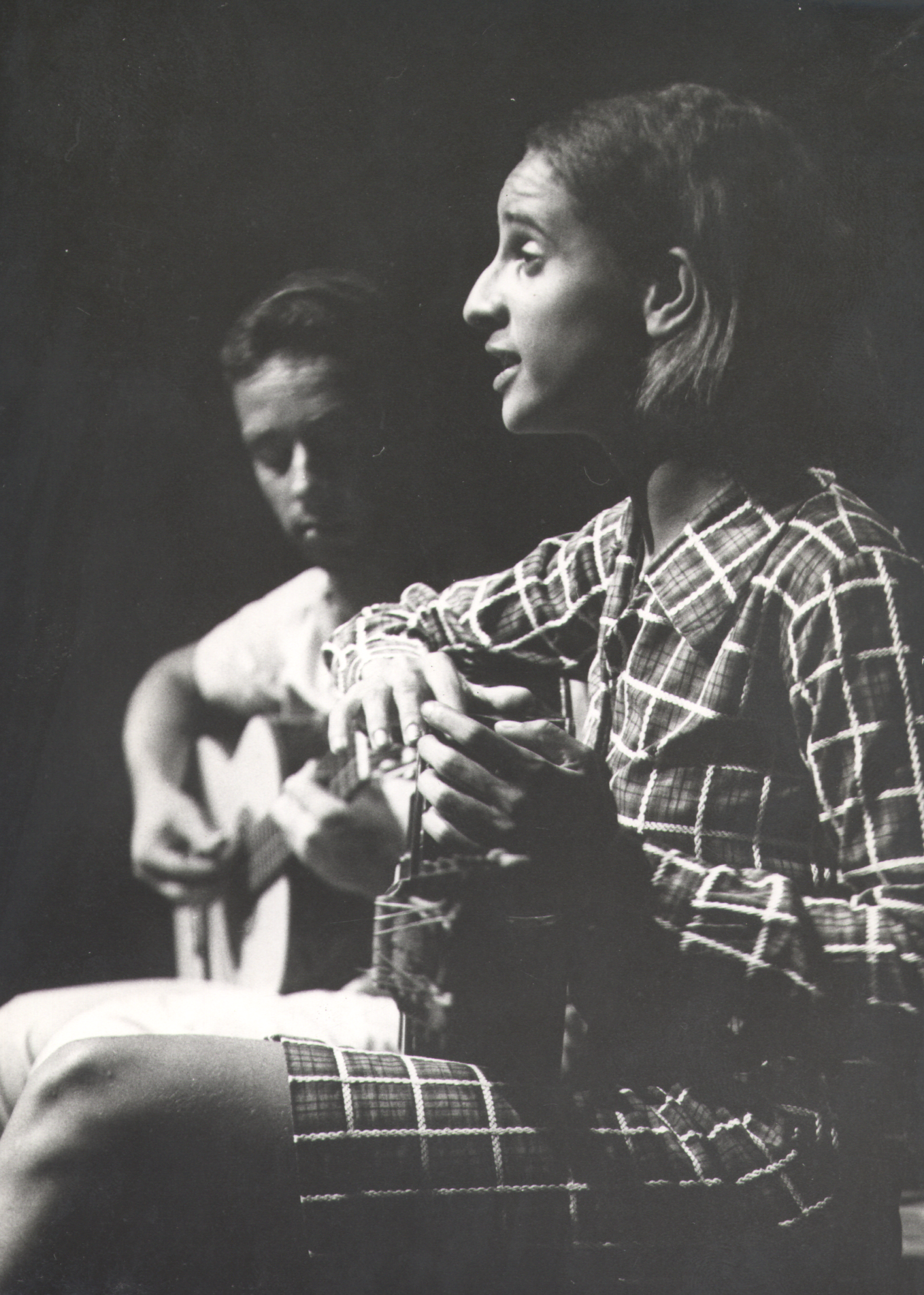
Bethânia na Peça Opinião, no Teatro de Arena, 1965.

A data oficial da estreia profissional de Bethânia é 13 de fevereiro de 1965, quando ela foi convidada pela musa da bossa nova, a cantora e violonista Nara Leão, para substituí-la no espetáculo Opinião, em cartaz no Rio de Janeiro, pois essa precisou se afastar por problemas de saúde. Nara Leão conheceu Bethânia no ano anterior, na Bahia, quando assistiu a um dos espetáculos em que Bethânia atuara. Do espetáculo surgiu o primeiro sucesso de Bethânia, a canção de protesto "Carcará", composta originalmente para Nara Leão.
Nesse mesmo ano, foi contratada pela gravadora RCA, pela qual gravou o primeiro álbum, Maria Bethânia, lançado em junho daquele mesmo ano. O álbum continha, além de "Carcará", as faixas "Mora na Filosofia", "Andaluzia", "Feitio de Oração" e "Sol Negro", esta última em dueto com Gal Costa. Ainda em 1965, lançou um compacto triplo, Maria Bethânia Canta Noel Rosa, que trouxe as canções "Três Apitos", "Pra Que Mentir", "Pierrot Apaixonado", "Meu Barracão", "Último Desejo" e "Silêncio de um Minuto", e o compacto simples "Eu Vivo num Tempo de Guerra". No mesmo ano participou dos espetáculos Arena canta Bahia e Tempo de Guerra, ambos dirigidos por Augusto Boal, também competindo em festivais. Em São Paulo e no Rio de Janeiro, apresentou-se em teatros e casas noturnas de espetáculos, tornando-se assim nacionalmente conhecida.

### 1967—74:Edu e Bethania,Recital Na Boite Barroco,Velloso-Bethânia-GileNada Além

Bethania em cena no filme Quando o Carnaval Chegar, 1972

Em 1967, Bethânia teve sua carreira impulsionada ao lançar seu segundo álbum Edu e Bethania, em parceria com Edu Lobo, a pedido do mesmo. Edu era um cantor e compositor iniciante, assim como Bethânia, que se firmava como cantora após o sucesso inicial no espetáculo Opinião. No disco, a cantora teve performance solo em duas faixas e participou de duetos com Edu nas canções "Cirandeiro", "Sinherê" e "Prá Dizer Adeus". Esta última obteve um grande sucesso e colocou Bethânia definitivamente no roll das grandes cantoras do Brasil.

Chico Buarque e Maria Bethânia em 1972

Maria Bethânia e Vinicius de Moraes, 1972. Arquivo Nacional

Em 1968, interpretou a canção-tema do filme O Homem que Comprou o Mundo, de autoria de Francis Hime. Nesse mesmo ano, com o intuito de apagar sua imagem de "cantora de protesto" marcada pela canção Carcará três anos antes, Bethânia se lançou em uma temporada bem-sucedida de pequenos shows e recitais realizados em boates cariocas e paulistanas, onde passaria a se debruçar em um repertório mais romântico e resgatando antigos sucessos do cancioneiro brasileiro. Dessa fase boêmia da cantora, foi lançado o seu primeiro álbum ao vivo Recital na Boite Barroco, gravado na antiga boate homônima, no Rio de Janeiro e que marcou sua estreia na gravadora Odeon. Ainda em 1968, é lançada pela sua antiga gravadora RCA Victor, uma coletânea de seus primeiros sucessos ao lado de seu irmão Caetano Veloso e de seu conterrâneo Gilberto Gil, intitulada Velloso-Bethânia-Gil.
No ano seguinte, Bethânia lança o seu terceiro álbum de estúdio homônimo, que continha canções de diversos compositores da MPB e que marcava pela primeira vez, a sua aproximação com a religião do candomblé, onde passaria a cantar pontos tradicionais. Dentre os destaques do disco, está a regravação de Pra Dizer Adeus e a canção Preconceito. Durante todo o ano de 1969, a cantora permanecia fazendo seus pequenos shows em boates no eixo Rio-São Paulo, sempre com grande sucesso e recebendo aclamação do público e até mesmo de outros grandes cantores consagrados como Elizeth Cardoso. A Odeon, no entanto, solicitou a Bethânia o lançamento de mais um disco ao vivo, aproveitando o sucesso do anterior e desta vez sob a produção de Carlos Imperial, que reuniu uma plateia seleta de amigos e jornalistas para a gravação, ocorrida no dia 4 de dezembro de 1969, no auditório da sede da própria gravadora, em São Paulo.
Em maio de 1970, é lançado Maria Bethânia Ao Vivo, o seu segundo disco ao vivo e o último lançado pela cantora na Odeon, marcando também o fim de sua fase boêmia. Ao contrário de Recital na Boite Barroco, lançado dois anos antes, este recebeu críticas negativas da crítica especializada devido às falhas da produção na edição e na mixagem de som. O destaque deste disco, ficou por conta das belas regravações de Meiga Presença e Nada Além, dedicada pela cantora à sua mãe Dona Canô e pelo estado perceptível de êxtase da pequena plateia.

### 1975—76:Chico Buarque & Maria Bethânia Ao Vivo,Pássaro ProibidoeDoces Bárbaros‎

Bethânia em 1971

Bethânia foi também a idealizadora do grupo Doces Bárbaros, na qual era um dos vocais da banda, que lançou um disco ao vivo homônimo juntamente com os colegas Gal Costa, Caetano Veloso e Gilberto Gil. Doces Bárbaros era uma típica banda hippie dos anos 1970, e ao longo dos anos, este lema foi tema de um filme com direção de Jom Tob Azulay, um DVD, e um enredo da escola de samba Estação Primeira de Mangueira em 1994 com a canção "Atrás da verde-e-rosa só não vai quem já morreu". Já comandaram trio elétrico no carnaval de Salvador, espetáculos na praia de Copacabana e uma apresentação para a Rainha da Inglaterra.
Inicialmente o disco seria registrado em estúdio, mas por sugestão de Gal e Bethânia, foi o espetáculo que ficou registrado em disco, com quatro daquelas canções gravadas pouco tempo antes no compacto duplo em estúdio: "Esotérico", "Chuckberry Fields Forever", "São João Xangô Menino" e "O Seu Amor", todas gravações raras.

### 1977—78:Pássaro Da Manhã,Maria Bethânia e Caetano Veloso - Ao VivoeÁlibi
Desde a década de 1960, quando surgiram os especiais do Festival de Música Popular Brasileira (TV Record), até o fim da década de 1980, a televisão brasileira foi marcada pelo sucesso dos espetáculos transmitidos que apresentavam os novos talentos. Maria Bethânia participou do especial Mulher 80 (Rede Globo); o programa exibiu uma série de entrevistas e musicais cujo tema era a mulher e a discussão do papel feminino na sociedade de então abordando esta temática no contexto da música nacional e da ampla preponderância das vozes femininas, com Elis Regina, Fafá de Belém, Marina Lima, Simone, Rita Lee, Joanna, Zezé Motta, Gal Costa, Maria Bethânia e as participações especiais das atrizes Regina Duarte e Narjara Turetta, que protagonizaram o seriado Malu Mulher.

### 1979—80:Mel,Mulher 80eTalismã
Após Álibi (1978), vieram Mel (1979), Talismã (1980), Alteza (1981), Ciclo (1983) e A Beira e o Mar (1984), com arranjos e teclados de Lincoln Olivetti. No caso de Ciclo, a faixa "Fogueira" foi incluída na trilha sonora da novela da Globo Transas e Caretas de Lauro César Muniz. O álbum apresentava um repertório de onze canções, das quais nove eram inéditas, e apenas duas regravações ("'Rio de Janeiro - Isto é o meu Brasil" e "Ela disse-me-assim"). No LP A Beira e o Mar, originado do espetáculo A Hora da Estrela, cujo título remete ao famoso livro homônimo de Clarice Lispector, o repertório misturou canções inéditas e regravações ("Na Primeira Manhã", "Nossos Momentos", "ABC do Sertão", "Somos Iguais" e "Sonho Impossível" – esta última gravada pela terceira vez, já que havia sido gravada anteriormente nos álbuns A Cena Muda e Chico Buarque & Maria Bethânia ao vivo e dali a treze anos, novamente no CD Imitação da Vida). Bethânia então saiu da gravadora Polygram (atualmente Universal Music), de onde era contratada desde 1971 (com o álbum A Tua Presença...) e à qual só retornaria dali a cinco anos.

### 1985—89:Palco Iluminado,Dezembros,MariaeMemória da Pele
O disco que marca essa volta é Memória da Pele; durante este intervalo de tempo, aconteceu uma breve passagem pela primeira gravadora, a RCA, com a qual assinou contrato para a gravação de três discos, mas acabou gerando apenas dois. São eles: Dezembros e Maria, lançados em 1986 e 1988, respectivamente. A interpretação de "'Na Primeira Manhã" surpreendeu Milton Nascimento, inspirando-o a escrever, em parceria com Fernando Brant, a canção "Canções e Momentos", inclusa no repertório do disco Dezembros, do qual também fez participação especial nesta faixa, que também trazia, dentre outras, os sucessos "Anos Dourados", "Gostoso Demais" e "Errei Sim". Cantou, ainda que com uma participação individual diminuta, no coro da versão brasileira de "We Are the World", o hit americano que juntou vozes e levantou fundos para a África por meio do projeto USA for Africa. O projeto Nordeste Já (1985), abraçou a causa da seca nordestina, unindo 155 vozes num compacto simples, de criação coletiva, com as canções "Chega de Mágoa" e "Seca d'Água".
Já o CD Maria, originado do espetáculo homônimo dirigido por Fauzi Arap no ano anterior, contou com as participações especiais da cantora Gal Costa (na toada "O Ciúme", acompanhada somente pelo sintetizador de Benoit Corboz, que também escreveu o arranjo para esta canção) e duas internacionais: o grupo sul-africano Lady Smith Black Mambazo (na faixa de abertura, "A Terra Tremeu/Ofá") e a atriz francesa Jeanne Moureau (na faixa "Poema dos Olhos da Amada", declamando uma versão em francês do poema de Vinícius de Morais). As baladas "Tá Combinado" e "Verdades e Mentiras" integraram as trilhas sonoras das novelas da Globo Vale Tudo e Fera Radical, respectivamente. Bethânia também interpretou a canção "Tenha Calma", integrante da trilha sonora da novela da Globo Tieta. A 26 de novembro de 1987, foi agraciada com o grau de Oficial da Ordem do Infante D. Henrique, de Portugal.

### 1990—99:25 Anos,Olho d'Água,As Canções que Você Fez pra Mim,ÂmbareA Força que Nunca Seca
Em 1990, Bethânia comemorou 25 anos de carreira com o LP 25 Anos, cujo repertório, essencialmente brasileiro, evocava diversas culturas deste país, com canções consagradas e pouco conhecidas, entre regravações e inéditas. O disco contou com a participação especial de vários cantores e músicos, dentre os quais Gal Costa, Alcione, João Gilberto, Egberto Gismonti, Nina Simone, Fátima Guedes, Hermeto Paschoal, Sivuca, Wagner Tiso, Toninho Horta, Jacques Morelenbaum, Jaime Além, Márcio Montarroyos, Mônica Millet, Almir Sater, Flávia Virgínia, Nair de Cândia, Armando Marçal, Djalma Correia, Álvaro Millet, Gordinho (Antenor Marques Filho), Zeca Assunção, Wilson das Neves, José Roberto Bertrami, Jamil Joanes, Jurim Moreira, orquestra de cordas e bateria da escola de samba GRES Estação Primeira de Mangueira, com regência de Mestre Taranta (participou duas vezes do disco - na faixa de abertura, uma vinheta colada a um texto de Mário de Andrade e a canção "O Canto do Pajé" - e também na faixa que encerrava o projeto, "Palavra", que no final fez uma citação musical à famosa canção de Chico Buarque "Apesar de Você"); As regionalistas "Tocando em Frente" e "Flor de Ir Embora" integraram as trilhas das novelas rurais Pantanal e A história de Ana Raio e Zé Trovão, respectivamente, ambas exibidas pela extinta Rede Manchete. O feito de gravação de discos acústicos se repetiu no álbum subsequente, Olho d'Água, lançado em 1992; no repertório deste, a canção regionalista "Além da Última Estrela", que integrou a trilha sonora da novela da Globo Renascer, de Benedito Ruy Barbosa, exibida no ano seguinte. O álbum também mostrou uma incursão pela religiosidade ("Ilumina" originalmente gravada pela cantora Ana Clara em 1991, "Medalha de São Jorge", "Louvação a Oxum", "Rainha Negra" uma homenagem à cantora Clementina de Jesus e "Búzio"), abrindo e fechando com uma vinheta da música "Sodade Meu Bem Sodade", de Zé do Norte.
O CD As Canções que Você Fez pra Mim foi convertido para uma versão hispânica (no caso, Las Canciones que Hiciste pra Mí). Sete das onze faixas foram convertidas - a faixa-título, "Fiera Herida" ("Fera Ferida", tema de abertura da novela homônima da Globo), "Palabras" ("Palavras"), "Tú No Sabes" ("Você Não Sabe"), "Necesito de Tu Amor" ("Eu Preciso de Você), "Tú" ("Você", incluída na trilha sonora da novela da Globo Pátria Minha de Gilberto Braga, cujo título remete ao famoso poema homônimo de Vinícius de Morais - justamente a sucessora de Fera Ferida) e "Emociones" ("Emoções", de Roberto). Ficaram de fora "Olha", "Costumes", "Detalhes" e "Seu Corpo". O trabalho consistiu em um tributo à dupla de cantores e compositores Roberto e Erasmo Carlos, evocando onze parcerias entre ambos. Este disco, além de originar um LP promocional para a Coca-Cola com uma entrevista entre parte do repertório ("Emoções", "Costumes", "Olha" e "Seu Corpo), gerou também um VHS (relançado em DVD em 2009) e um espetáculo calcado na divulgação do disco anterior, dirigido por Gabriel Vilela na casa Canecão (Rio de Janeiro), do qual saiu o trabalho que marca a despedida definitiva da Universal Music: Maria Bethânia ao Vivo, de 1995, o último a ter versão em vinil; porém, já sofria com o problema de pressão de espaço físico, com quatro músicas a menos. São elas: "Fé Cega Faca Amolada", "Detalhes", "Você Não Sabe" (as duas últimas, já inclusas no álbum-tributo a Roberto) e "Reconvexo" (gravada pela cantora no álbum Memória da Pele), inclusas somente no CD. Este disco trouxe regravações dos antigos sucessos entre outras canções consagradas e do álbum de estúdio anterior dedicado a Roberto Carlos.
A 18 de agosto de 1997, foi elevada ao grau de Comendador da Ordem do Infante D. Henrique, de Portugal. Em 1999, lançou A Força Que Nunca Seca pela gravadora BMG. No trabalho, interpretou a faixa "Romaria", de autoria de Renato Teixeira, popularizada por Elis Regina. A faixa-título foi dedicada à memória de Mãe Cleusa do Gantois, além de trazer canções inéditas e releituras de clássicos ("O Trenzinho Caipira", com citação de trechos do poema "O Trem de Alagoas" de Ferreira Gullar; "Luar do Sertão/Azulão", "Espere Por Mim Morena", "Gema" - esta já gravada pela cantora anteriormente no álbum Talismã, "As Flores do Jardim da Nossa Casa") e a interpretação de "É o Amor", originalmente gravada pela dupla sertaneja Zezé di Camargo e Luciano. Esta foi incluída na trilha sonora da novela da Globo Suave Veneno, de Aguinaldo Silva, exibida àquele mesmo ano. Em seguida, houve um espetáculo que divulgou o disco anterior, do qual saiu o CD duplo Diamante Verdadeiro, gravado em agosto, que trouxe canções do referido CD de estúdio (exceto "Espere Por Mim Morena"), regravações dos antigos sucessos entre outros clássicos, além de textos de Fernando Pessoa ("Autopsicografia"), Manuel Alegre ("Senhora das Tempestades") e Castro Alves ("O Navio Negreiro").

### 2000—09:Maricotinha,Cânticos, Preces, Súplicas,Que Falta Você Me Faz,Pirata,Mar de SophiaeEncanteria
Em 2001, desliga-se das grandes gravadoras, transferindo-se para a independente Biscoito Fino, de propriedade de Olivia Hime e Kati Almeida Braga. O disco que marca a estreia na nova gravadora é o duplo Maricotinha ao Vivo - comemorativo dos trinta e cinco anos de carreira, que trouxe regravações dos antigos sucessos seus entre outras canções consagradas, textos e do álbum de estúdio homônimo do ano anterior, cuja maior parte das canções era inédita e foi o último álbum lançado pela gravadora BMG, e também gerou seu primeiro DVD. Em 2003, ainda na Biscoito Fino, lança o selo Quitanda (23 de setembro), para gravar discos com menor apelo comercial e lançar artistas que admira, como Mart'Nália e Dona Edith do Prato. Paralelamente, houve o lançamento do álbum Cânticos, Preces, Súplicas à Senhora dos Jardins do Céu, gravado originalmente em 2000, que inicialmente não foi comercializado e distribuído numa tiragem limitada de duas mil cópias, apenas para angariar fundos para a restauração da matriz da cidade natal, em homenagem à Nossa Senhora; neste trabalho, a cantora reafirmou a religiosidade, presente em quase toda a obra. O disco contou com a participação especial da mãe, Canô Veloso, Gilberto Gil (violão e voz) e Nair de Cândia, nas respectivas faixas "Ladainha de Nossa Senhora", "Mãe de Deus das Candeias" e uma versão em latim da Ave Maria. Bethânia também atua em direções, com a direção de vários artistas, entre eles o irmão Caetano Veloso e Alcione. Ao mesmo tempo, produziu a homenagem Namorando a Rosa, a violonista Rosinha de Valença, que tocou alguns anos em sua banda, falecida em 2004; dirigiu o espetáculo Comigo Me Desavim (1967); e nove anos depois gravou os álbuns Cheiro de Mato, Maria Bethânia e Caetano Veloso ao Vivo, Alteza, Olho d'Água e Álibi, onde tocou violão em todas as faixas; o álbum contou com a participação especial de diversos nomes consagrados da MPB, como o irmão Caetano Veloso, Alcione, Chico Buarque, Bebel Gilberto, Ivone Lara, Délcio Carvalho, Yamandú Costa, Martinho da Vila, Turíbio Santos, Miúcha, Joanna, Hermeto Paschoal. Em 2005, foi lançado o filme documentário sobre sua vida e carreira, Música é Perfume.
Em 2006, foi vencedora do Prêmio TIM de Música (antigo Prêmio Sharp) onde arrebatou três títulos: melhor cantora, melhor disco (Que Falta Você Me Faz, um tributo a Vinícius de Morais) e melhor DVD (Tempo Tempo Tempo Tempo, comemorativo dos quarenta anos de carreira). No mesmo ano, os CDs antigos - LPs originais que haviam sido relançados anteriormente em CD - voltaram às prateleiras, com encarte completo (na edição anterior ele havia sido suprimido/reduzido), letras de todas as músicas e textos - mesmo que a versão original não as tivesse - e texto interno com a história do álbum redigido pelo jornalista e crítico musical Rodrigo Faour, pois há muito tempo estavam fora de catálogo. Ainda em 2006, lançou dois álbuns simultaneamente: Pirata, onde canta os rios do interior do Brasil, lançado três anos antes, e Mar de Sophia, onde canta o mar a partir de versos da poetisa portuguesa Sophia de Mello Breyner. A turnê de promoção dos dois discos foi batizada de Dentro do Mar tem Rio, com direção de Bia Lessa e roteiro do fiel colaborador Fauzi Arap, originando o álbum duplo homônimo, lançado em 2007. Lançou em 2007 pela Biscoito Fino o DVD duplo que contempla dois documentários sobre a artista: Pedrinha de Aruanda e Bethânia Bem de Perto. Este primeiro é um registro da intimidade da cantora e tem com ponto de partida a comemoração do seu aniversário de sessenta anos, celebrados durante uma apresentação em Salvador e uma missa em Santo Amaro, sua cidade natal, em 2006. Ainda em 2007, é a maior vencedora do Prêmio TIM, dividindo o protagonismo do prêmio com Marisa Monte. Bethânia, mais uma vez, compareceu à cerimônia, e levou para casa os troféus de melhor cantora, melhor disco (Mar de Sophia), melhor projeto gráfico (Pirata) e melhor canção ("Beira-mar", do CD Mar de Sophia).
Em 2008, junta-se à cantora cubana Omara Portuondo e segue em turnê pelo Brasil e países latinos, como Argentina e Chile; nos dias 4 e 5 de abril foi gravado o DVD ao vivo em Belo Horizonte no Palácio das Artes, sob a direção de Mário de Aratanha e a produção musical de Moogie Canázio, originando também um CD. Em 2009, lançou o DVD Dentro do Mar tem Rio, registro do show ao vivo gravado nos dias 7 e 8 de dezembro de 2007, em São Paulo, com direção de Andrucha Waddington. No mesmo ano, lança na Gafieira Estudantina os trabalhos Encanteria, onde canta as mais variadas formas de fé (pelo selo Quitanda) e Tua, com canções românticas (pela Biscoito Fino); ambos são compostos por canções inéditas. O repertório do espetáculo calcado na divulgação dos dois trabalhos é composto por estas faixas intercaladas a antigos sucessos da artista. Seu título é batizado com três nomes que, segundo ela,[carece de fontes?] foram herdados de sua tradição familiar: Amor, Festa e Devoção.

### 2010—presente:Encanteria,Tua,OásiseMeus Quintais

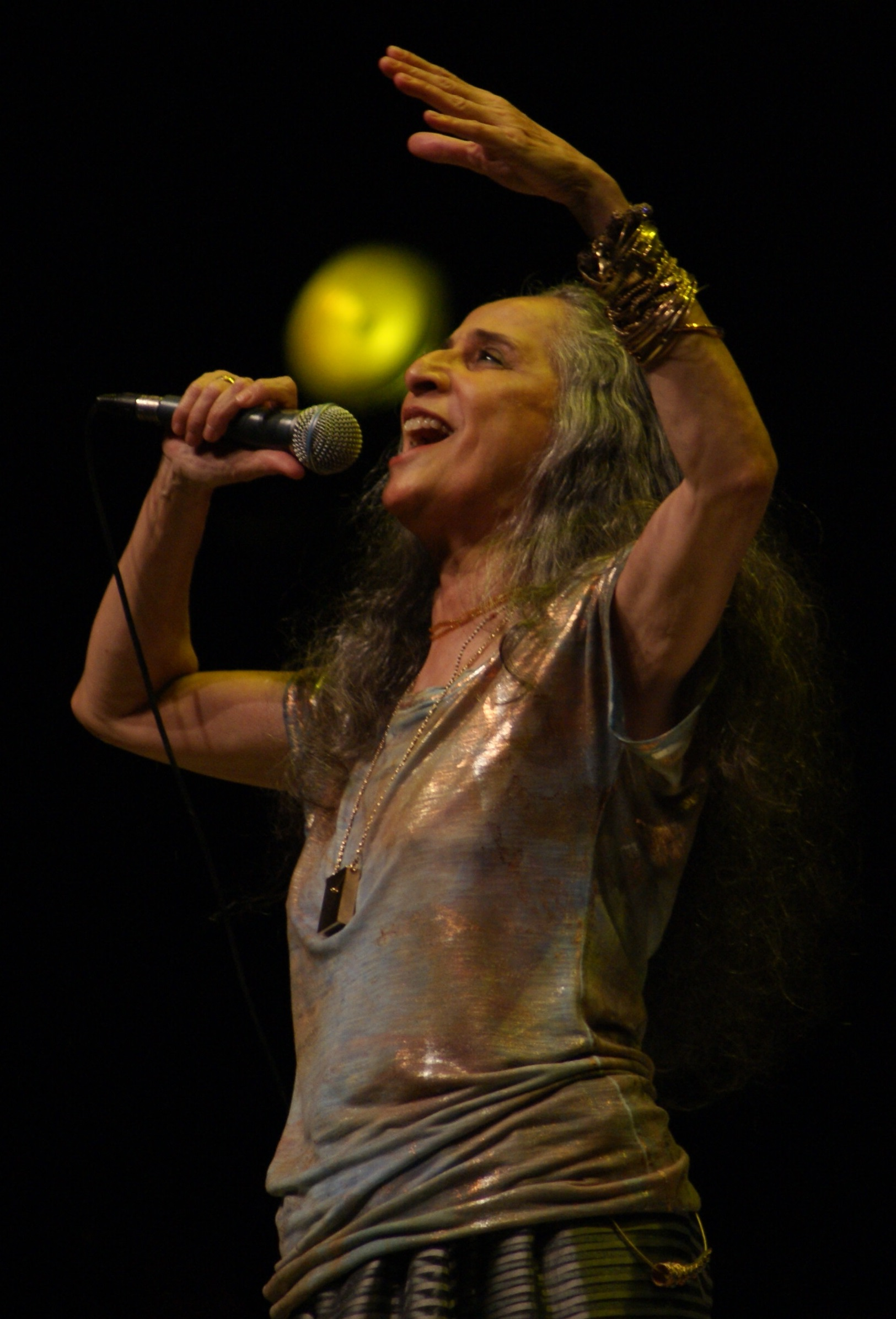
Bethânia em apresentação da turnê Carta de Amor, em 2012

Em junho de 2010, após a brilhante turnê "Amor, Festa e Devoção" e décadas sem se apresentar em um programa de TV, Maria Bethânia prestou uma homenagem ao cantor e compositor Erasmo Carlos durante a edição especial do Programa Altas Horas pela passagem dos 50 anos de carreira do artista. Na ocasião, ela interpretou "As Canções que Você Fez pra Mim" e "Sentado à Beira do Caminho". O DVD Carta de Amor, lançado em 2013, traz uma turnê baseada no álbum Oásis de Bethânia. O DVD tem seu título incorporado em um poema-canção escrito pela própria cantora. Em 2014, a faixa-título foi indicada ao Grammy Latino de Melhor Canção Brasileira.[carece de fontes?]
Em 2015, Maria Bethânia vive um período de homenagens constantes, então promovendo um espetáculo para comemorar meio século de canto. A iniciou-se a turnê Abraçar e Agradecer, que incluiu as participações de Zélia Duncan, Arlindo Cruz, João Bosco, Camila Pitanga e Lenine. Houve destaque na crítica para um cenário montado por Bia Lessa.[carece de fontes?] Bethânia, como de hábito, recita poemas de Clarice Lispector, Waly Salomão e Fernando Pessoa, a regência musical dessa vez ficou por conta do renomado Jorge Helder. Esse foi o mesmo ano em que os quatro Doces Bárbaros fizeram 50 anos de carreira. Logo após, iniciou-se a turnê, celebrando os 50 anos de carreira em 2015 com a turnê do 26º Prêmio da Música Brasileira. Passando por várias cidades, a turnê foi bem recebida pelo público e pela crítica.

## Imagem pública
Maria Bethânia é conhecida por sua voz "eloquente", por apresentar-se na maior parte das vezes com cabelos soltos, vestidos longos e descalça. Sua personalidade artística é frequentemente parodiada por humoristas como por exemplo Wellington Muniz, Gustavo Mendes e Tom Cavalcante. Bethânia raramente dá entrevistas, fator que só ocorre para a divulgação de algum disco. Ela disse à Isto É: "Acho que a minha vida pessoal não interessa. O que eu acho interessante em mim, o que pode servir para a humanidade, está no palco...." Ela confirmou já ter feito plástica nos seios. Bethânia geralmente não expõe suas opiniões quando se trata de política. Sua voz já foi usada com seu consentimento nas campanhas de Fernando Henrique Cardoso e de Lula. Em 2019, ela criticou o então presidente da república Jair Bolsonaro, após ele ter feito uso do termo "paraíba" para se referir de forma pejorativa aos nordestinos e o veto de recursos para o Maranhão. "Como nordestina, me dói, não gosto que falem mal de minha terra e das minhas pessoas. Um austríaco não vai gostar se falarem mal do Tirol, O Brasil é um país. Se você o preside, preside o país inteiro. Mas eu tenho a maior honra de ser chamada de ‘paraíba’", defendeu.
Em março de 2011, a cantora se viu em meio a uma polêmica devido à autorização dada pelo Ministério da Cultura, através da Lei Rouanet, para captar a quantia de R$ 1,3 milhão para a produção de um blog na internet. O fato provocou significativa reação em sites como Twitter e YouTube, onde diversos internautas gravaram vídeos protestando contra a autorização. Caetano Veloso defendeu Bethânia, apontando que projetos de diversos outros artistas, conhecidos e desconhecidos, tiveram autorização para captar quantias maiores. Por fim, em setembro de 2011, a cantora veio a público afirmar que desistiu de participar do blog no qual recitaria poesias famosas diariamente devido a seu projeto de lançamento de um novo CD com canções inéditas. Em junho de 2015, a cantora foi acusada de porte ilegal de armas, por emprestar um revólver para seu segurança, registrado no nome da intérprete desde 1997. Ele foi preso pelos policiais logo após saberem que ele não tinha o registro nem a autorização legal para usá-la.

## Legado

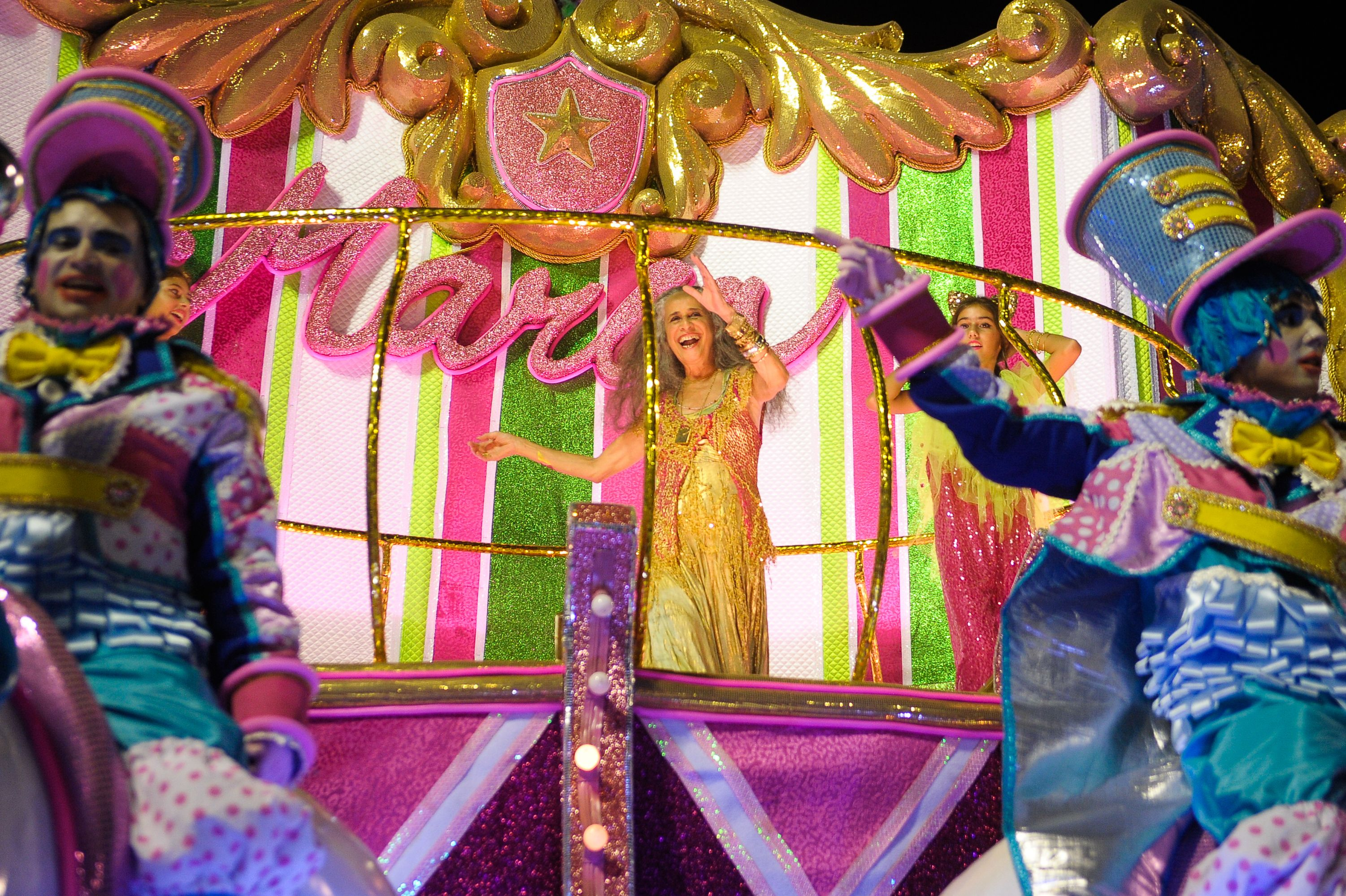
Bethânia desfila pela Mangueira no Carnaval de 2016

Bethânia é citada por vezes também com o título de 'Abelha Rainha da MPB' por sua contribuição no gênero. Bethânia foi a primeira mulher a vender mais de 1 milhão de discos no Brasil, e a artista feminina que mais vendeu discos nos anos 1970 no país. Durante sua carreira, Bethânia converteu-se em uma recordista em vendas de discos no Brasil, com mais de 26 milhões de álbuns vendidos. Alguns críticos argumentaram que seu álbum Álibi (1978), "deu personalidade feminina à música brasileira da época, derrubando o estigma de cantora elitista da MPB, com todas as faixas estourando nas rádios". O critico Jeocaz Lee-Meddi também o louvou por ter "atingindo as grandes massas, fazendo com que o Brasil ouvisse MPB. A partir do sucesso deste álbum, outros cantores passaram a ser ouvidos e a ter os seus álbuns adquiridos por um grande número de pessoas. No final da década de setenta acabava o monopólio da música de língua inglesa, e, pela primeira vez, a MPB passou a ser a música mais consumida no país". A Rolling Stone Brasil, o classificou em o septuagésimo nono lugar em sua lista dos 100 maiores discos da música brasileira. Bethânia foi eleita em 2012, pela mesma revista, a quinta maior voz da música brasileira. Já entre as 100 maiores músicas brasileiras pela Rolling Stones, a canção "Carcará" figura como a quadragésima quinta. A cantora recebeu da Universidade Federal da Bahia, o título de Doutora Honoris Causa, por sua contribuição a música brasileira. Em 2016, foi homenageada pela Mangueira, que desfilou no carnaval do Rio de Janeiro com o enredo "Maria Bethânia: A menina dos Olhos de Oyá". A escola foi a última a desfilar e se sagrou campeã. Em 3 de maio de 2023, foi empossada como imortal na Academia de Letras da Bahia, cadeira 18. Em novembro de 2024, a Universidade Federal do Ceará concedeu o título de Doutora Honoris Causa à Bethânia. A solenidade foi parte da programação em celebração dos 70 anos da UFC.

## Vida pessoal
Bethânia mudou-se para o Rio de Janeiro sozinha aos 17 anos, em 1963. Tendo sempre morado só, há algumas décadas vive em sua residência, localizada em um bairro afastado da Zona Oeste do Rio de Janeiro, próximo a bastante natureza, bem como distante da agitação carioca comum. Muito discreta, a cantora não é vista com frequência em eventos sociais.
Em agosto de 2019, durante uma entrevista ao programa Conversa com Bial, Bethânia, confirmou que teve um romance com o cantor Fábio Júnior no passado. Definindo a relação como "Bom demais". Ela revelou ainda que seu primeiro amor foi o diretor Augusto Boal.
A cantora não possui filhos, em um entrevista em 2012, revelou que isso não a frustra, pelo contrário, sua energia sempre esteve focada no trabalho; "Deus não me deu nem filhos, só me deu o meu trabalho, e é a ele que dedico cada minuto da minha vida. Se choro, guardo a minha lágrima para quando for cantar; se namoro, o prazer do namoro será para utilizar quando for trabalhar. É tudo assim. Tudo é o meu trabalho". Bethânia mantém, desde 2017, um relacionamento com a estilista Gilda Midani (mãe do ator João Vicente) e atualmente são casadas. A estilista é responsável por alguns de seus figurinos utilizados em shows.
Bethânia tem bastante apreço pelo catolicismo, frequentando missas e orando para Nossa Senhora. No entanto, a cantora mantém-se bastante ligada às crenças de matriz africana. Em 1981, ela foi iniciada para a Orixá Oiá (também conhecida como Iansã), no Terreiro do Gantois. Posteriormente numa entrevista a revista Época em 2005, Bethânia revelou ser adepta do Candomblé e filha de orixás: "Estou rezando cada dia mais. Candomblé, sim. Sou de Iansã e Oxum, graças a Deus. Guerreira, mais amorosa, forte, vem de Iansã. E quando abrange mais pessoas do que meu sentimento, é mais Oxum".

## Discografia
- Maria Bethânia (1965)
- Edu e Bethania (1967)
- Maria Bethânia (1969)
- A Tua Presença... (1971)
- Drama (1972)
- Pássaro Proibido (1976)
- Pássaro da Manhã (1977)
- Álibi (1978)
- Mel (1979)
- Talismã (1980)
- Alteza (1981)
- Ciclo (1983)
- A Beira e o Mar (1984)
- Dezembros (1986)
- Maria (1988)
- Memória da Pele (1989)
- 25 Anos (1990)
- Olho d'Água (1992)
- As Canções que Você Fez pra Mim (1993)
- Las Canciones Que Hiciste pra Mí (1993)
- Âmbar (1996)
- A Força Que Nunca Seca (1999)
- Maricotinha (2001)
- Brasileirinho (2003)
- Cânticos, Preces, Súplicas à Senhora dos Jardins do Céu na Voz de Maria Bethânia (2004)
- Que Falta Você Me Faz - Músicas de Vinicius de Moraes (2005)
- Pirata (2006)
- Mar de Sophia (2006)
- Omara Portuondo e Maria Bethânia (2007)
- Encanteria (2009)
- Tua (2009)
- Oásis de Bethânia (2012)
- Meus Quintais (2014)
- Mangueira: A menina dos meus olhos (2019)
- Noturno (2021)

## Livros
- Omara & Bethânia - Cuba & Bahia (2008)
- Maria Bethânia Guerreira Guerrilha, livro-poema de Reynaldo Jardim (1968), que foi apreendido na altura e reeditado em 2011, em versão organizada por Marcio Debellian e Ramon Mello.[66]
- Caderno de Poesias, lançado em 2015, é uma compilação dos poetas preferidos de Maria Bethânia. O livro apresenta diversas gravuras e acompanha um DVD.